# Annika Walter
Annika Walter (Rostock, 5 febbraio 1975) è un'ex tuffatrice tedesca orientale naturalizzata tedesca.

## Biografia
È nata a Rostock, all'epoca nella Repubblica Democratica Tedesca. Ha rappresentato la Germania ai Giochi olimpici estivi di Atlanta 1996 dove ha vinto la medaglia d'argento nel concorso dei tuffi dalla piattaforma 10 metri, concludendo la gara alle spalle della cinese Fu Mingxia.
L'anno successivo ai campionati europei di Siviglia 1997 ha ottenuto l'argento nella piattaforma 10 metri, preceduta dalla russa Ol'ga Kristoforova.

## Palmarès
- Olimpiadi:

Atlanta 1996: argento nella piattaforma 10 m.
- Europei:

Siviglia 1997: argento nella piattaforma 10 m;
- Campionati europei giovanili di nuoto

Brasschaat 1991: oro nella piattaforma Donne - categoria "A"